# Al Muharraqstadion
Het Al Muharraqstadion is een multifunctioneel stadion in Arad (bij Muharraq) in Bahrein. Het stadion wordt vooral gebruikt voor voetbalwedstrijden, de voetbalclub Muharraq Club maakt gebruik van dit stadion. In het stadion is plaats voor 10.000 toeschouwers.
In 2012 waren er in dit stadion herstelwerkzaamheden.